# James Patterson Lyke
James Patterson Lyke (Chicago, 18 febbraio 1939 – Atlanta, 27 dicembre 1992) è stato un arcivescovo cattolico statunitense.

## Biografia
Monsignor James Patterson Lyke nacque nella parte sud di Chicago, Illinois, il 18 febbraio 1939 ed era il più giovane dei sette figli di Amos Lyke e della moglie Ora (nata Sneed). Suo padre abbandonò la famiglia e sua madre dovette crescere i bambini in un ambiente povero, facendo affidamento sull'assistenza sociale. La famiglia inizialmente visse in un appartamento dove non c'erano letti e l'unica fonte di calore era una stufa a carbone. In seguito si trasferirono a Wentworth Gardens, un progetto abitativo della città di Chicago.

### Formazione e ministero sacerdotale
Sua madre, una battista, mandò James in una scuola cattolica dalla quarta elementare per tenerlo fuori dai guai. Per potere pagare la retta faceva il bucato della scuola. Poco dopo, lei e sei dei suoi figli, incluso James, si convertirono al cattolicesimo.
Nel 1959 entrò nell'Ordine dei frati minori. Trascorse il periodo di noviziato a Teutopolis. In seguito ottenne la laurea in filosofia alla Our Lady of Angels House of Philosophy attraverso il Quincy College. Conseguì quindi un Master of Divinity presso il seminario teologico "San Giuseppe" di Teutopolis.
Il 24 giugno 1966 fu ordinato presbitero. In seguito fu insegnante di religione al liceo francescano di Parma, in Ohio, dal 1966 al 1968; parroco di San Tommaso a Memphis dal 1968 al 1977 e parroco di San Benedetto il Moro a Grambling e cappellano del Newman Center della Grambling State University dal 1977 al 1979.

### Ministero episcopale
Il 30 giugno 1979 papa Giovanni Paolo II lo nominò vescovo ausiliare di Cleveland e titolare di Forno Maggiore. Ricevette l'ordinazione episcopale dal vescovo di Cleveland James Aloysius Hickey, co-consacranti il vescovo emerito della stessa diocesi Clarence George Issenmann e il vescovo ausiliare di Newark Joseph Abel Francis. Come ausiliare fu vicario episcopale per la regione urbana della diocesi di Cleveland, comprendente all'epoca 73 parrocchie, 50 scuole elementari cattoliche, 7 scuole superiori cattoliche, 21 agenzie di servizio sociale e 140 000 fedeli. Nel 1981 conseguì un dottorato di ricerca in teologia presso la Union Graduate School di Cincinnati, in Ohio. Coordinò un progetto sugli inni sacri che nel 1987 produsse l'innario Lead Me, Guide Me: the African American Catholic Hymnal Archiviato il 31 luglio 2019 in Internet Archive..
Il 10 luglio 1990 papa Giovanni Paolo II lo nominò amministratore apostolico di Atlanta, vacante a causa delle dimissioni di monsignor Eugene Antonio Marino.
Il 30 aprile 1991 lo stesso pontefice lo nominò arcivescovo metropolita di Atlanta. Prese possesso dell'arcidiocesi il 24 giugno successivo.
Monsignor Lyke fu coinvolto in numerosi progetti sociali e cristiani in Terra santa. Nel 1992 il cardinale Giuseppe Caprio lo nominò commendatore con placca dell'Ordine equestre del Santo Sepolcro di Gerusalemme. La cerimonia di investitura si tenne il 12 settembre 1992 a Naples ed entrò a far parte della luogotenenza degli Stati Uniti d'America Sud-Orientali.
Il suo episcopato ad Atlanta fu molto breve. Morì infatti ad Atlanta il 27 dicembre 1992 all'età di 53 anni per un tumore. Era il prelato afroamericano più in alto nella gerarchia. È sepolto nell'Arlington Memorial Park di Sandy Springs, Georgia.
Gli è intitolata la Lyke House del Newman Center dell'Università di Atlanta.
Nel 1994 le parrocchie di Santa Caterina e Sant'Enrico a Cleveland e di San Timoteo a Garfield Heights, due parrocchie cattoliche prevalentemente afroamericane, unirono le loro scuole elementari. L'istituto assunse il nome Archbishop Lyke Elementary School, con un sistema a due campus: a Cleveland vi sono le classi dalla propedeutica alla quarta, mentre a Garfield Heights vi sono le classi dalla quinta all'ottava.

## Genealogia episcopale
La genealogia episcopale è:
- Cardinale Scipione Rebiba
- Cardinale Giulio Antonio Santori
- Cardinale Girolamo Bernerio, O.P.
- Arcivescovo Galeazzo Sanvitale
- Cardinale Ludovico Ludovisi
- Cardinale Luigi Caetani
- Cardinale Ulderico Carpegna
- Cardinale Paluzzo Paluzzi Altieri degli Albertoni
- Papa Benedetto XIII
- Papa Benedetto XIV
- Papa Clemente XIII
- Cardinale Marcantonio Colonna
- Cardinale Giacinto Sigismondo Gerdil, B.
- Cardinale Giulio Maria della Somaglia
- Cardinale Carlo Odescalchi, S.I.
- Cardinale Costantino Patrizi Naro
- Cardinale Lucido Maria Parocchi
- Papa Pio X
- Cardinale Gaetano De Lai
- Cardinale Raffaele Carlo Rossi, O.C.D.
- Cardinale Amleto Giovanni Cicognani
- Cardinale John Francis Dearden
- Cardinale James Aloysius Hickey
- Arcivescovo James Patterson Lyke, O.F.M.

## Araldica
| Stemma | Titolare                                    | Blasonatura |
|        | James Patterson Lyke Arcivescovo di Atlanta | Partito: il 1º d'argento a tre fasce ondate d'azzurro, caricate la prima di una rosa cherokee d'argento bottonata d'oro e la seconda della corona reale d'Inghilterra al naturale; il 2º inquartato di nero e di verde, alla croce di rosso bordata d'oro attraversante sul tutto, accantonata nel primo quarto del cingolo chiuso d'argento di tre nodi, ordinati 1, 2, al capo d'argento, alla croce latina di nero, caricata del braccio di San Francesco al naturale posto in sbarra e ricaricata del braccio di Cristo al naturale posto in banda. Ornamenti esteriori da arcivescovo. Motto: "Christus Pax" (Efesini 2, 13-14). |